# Абдрезяково
Абдрезя́ково (рос. Абдрезяково) — присілок у складі Кігинського району Башкортостану, Росія. Входить до складу Арслановської сільської ради.
Населення — 23 особи (2010; 40 в 2002).
Національний склад:
- башкири — 100 %